# Karl Gerhardt (Landessyndikus)
Karl Gerhardt (* 8. November 1864 in Schneidemühl; † 9. Juli 1939 in Berlin) war ein deutscher Verwaltungsjurist.

## Leben
Nachdem Karl Gerhardt 1883 in Berlin das Abitur erlangt hatte, studierte er an der Rheinischen Friedrich-Wilhelms-Universität Bonn und der Friedrich-Wilhelms-Universität Berlin Rechtswissenschaft. Er wurde im Corps Teutonia Bonn (1882) und im Corps Rhenania Bonn (1885) aktiv. Nach dem Studium wurde er 1887 in Berlin Referendar und 1892 Assessor. 1894 wurde er zum Landesassessor und 1897 zum Landesrat in der Verwaltung der Provinz Brandenburg ernannt. 1903 wurde er „Hilfsarbeiter“ beim Provinzialverband Brandenburg. Der Brandenburgische Provinziallandtag wählte Gerhardt 1907 zum Landessyndikus und Stellvertreter des Landesdirektors der Provinz Brandenburg. Seit 1920 Direktor der Landesversicherungsanstalt Brandenburg, wurde er 1930 pensioniert. Seit 1893 war er verheiratet mit Margarete Fockin, mit der er vier Söhne und drei Töchter hatte.
Karl Gerhardt starb 1939 in Berlin. Beigesetzt wurde er auf dem Friedhof Zehlendorf. Das Grab ist nicht erhalten.

## Auszeichnungen
- Geh. Regierungsrat (1918)
- Eisernes Kreuz am weißen Bande (1914/18)
- Weitere Friedens- und Kriegsorden
- Ehrenmitglied des Corps Rhenania Bonn (1895)